# 京唐港
京唐港是位于中国北方河北省唐山市沿海的人工深水国际港口。它是唐山港综合体的一部分，包括京唐港、曹妃甸港和丰南港。这三个港口合起来构成中国第九大港口。
京唐港是单独的港区，但与曹妃甸港、丰南港并列为唐山港统计。唐山港是世界上增长最快的港口之一，并被列为中国十大最大港口之一。 

## 位置及布局
京唐港位于渤海湾（渤海）附近，靠近天津港。

中国海事局对渤海的航道规划。计划的航线紧密跟随目前正在使用的航道。

京唐港是唐山港的一部分（与曹妃甸港和丰南港一起），尽管京唐港有一个独立的联合国口岸及相关地点代码，并在海上租船合同和提单中被指定为一个独立的实体。  距离该港口最近的机场是天津机场，大约2小时车程。 一条新的高铁线路正在建设中，预计将缩短从北京到唐山的距离，使其更为便捷。